# Dagmar Glaß
Dagmar Glaß (* 1957) ist eine deutsche Arabistin.

## Leben
Nach der Promotion 1986 (Arabistik) an der Universität Leipzig, nach Studium Übersetzen/Dolmetschen (Arabisch und Englisch, Linguistik, Translatologie und Nahostwissenschaften ebenda) war sie von 1987 bis 1993 Lehrerin im Hochschuldienst (Arabisch-Lektorin) an der Universität Leipzig. Nach der Habilitation 2000 (Arabistik) nach Zusatzstudien in Soziologie und Islamwissenschaft sowie Studienaufenthalten an den Universitäten Freiburg im Breisgau und Oxford; 2005 venia legendi auch für Islamwissenschaft war sie von 2000 bis 2004 Dozentenvertreterin an der Universität Erlangen-Nürnberg. Von März 2007 bis zur Emeritierung im Februar 2023 lehrte sie als ordentliche Professorin für Nahostsprachen (Schwerpunkt: Arabisch) an der Universität Bonn (nach Vertretungsprofessur 2005–2007).
Zu ihren Arbeitsschwerpunkten gehören der Sprachwandel im Arabischen seit dem 19. Jahrhundert, arabische Enzyklopädistik und Lexikographik seit der „arabischen Renaissance“ (Nahda), Übersetzungsgeschichte, Medien- und Kommunikationsgeschichte der arabischen Moderne sowie Arabisch als Fremdsprache.

## Schriften (Auswahl)
- Schlüsselwörter des arabischen Nationalismus. Zum Sprachgebrauch der Bathisten um Michel Aflaq und Salāh ad-Dīn al-Baitār. Leipzig 1986, OCLC 721417908.
- Malta, Beirut, Leipzig, and Beirut again. Eli Smith, the American Syria Mission and the Spread of Arabic Typography in 19th Century Lebanon. Beirut 1998, ISBN 2-912374-23-5.
- mit Eva Hanebutt-Benz und Geoffrey Roper: Middle Eastern languages and the print revolution. A cross cultural encounter. A catalogue and companion to the exhibition. Westhofen 2002, ISBN 3-936136-02-5.
- Der Muqtaṭaf und seine Öffentlichkeit. Aufklärung, Räsonnement und Meinungsstreit in der frühen arabischen Zeitschriftenkommunikation. Würzburg 2004, ISBN 3-89913-379-X.